# 赤平大
赤平 大（あかひら まさる、1978年9月13日 - ）は、日本のフリーアナウンサー、男性ナレーター。元テレビ東京アナウンサー。

## 人物・略歴
岩手県盛岡市出身。血液型はA型。岩手県立盛岡第三高校、 法政大学文学部英文学科卒業。大学卒業後、2001年テレビ東京入社。2009年に退社しフリーとなり、ザ・ユニバースに所属。2015年早稲田大学ビジネススクールに進学。現在はアナウンサー業の傍ら、発達障害に関する動画配信・講演を行っている。

## フリー転向後

### テレビ
ナレーション
- 笑撃!ワンフレーズ（TBS）
- イチハチ（毎日放送制作、2009年10月 - ）
- 速報!スポーツLIVE（テレビ朝日）
- 週刊AKB （テレビ東京） - 2012年9月までは「だいちゃん」名義でクレジット
- おとなの学力検定スペシャル小学校教科書クイズ!（日本テレビ、出題ナレーション）
- 学べる!!ニュースショー!（テレビ朝日、2009年4月 - 9月）
- 密室謎解きバラエティー 脱出ゲームDERO!（日本テレビ、2010年12月22日 - 2011年3月）
- 真王伝説（テレビ埼玉）
- たけしアート☆ビート（NHK BSプレミアム、2011年4月6日 - 2012年3月14日）
- 大人ドリル（NHK総合、2011年5月30日 - ）
- たけしの教科書に載らない日本人の謎 あなたはナゼ日本語を話すのか　たけしは聖徳太子と会話できない?（日本テレビ、2012年1月9日）
- 晴れ、ときどきファーム!（NHK BSプレミアム、2012年10月 - ）
- Numer0n（フジテレビ）
- ブラックミリオン（テレビ東京、2013年4月 - 2014年3月）
- いっぷく!（TBS、2014年3月31日 - ）
- 虎ノ門市場スペシャル（テレビ東京系列、2014年）
- ものまねグランプリ ご本人も!あのライバル同士も!史上最強のコラボ祭SP（日本テレビ、2014年4月23日）
- 世界を変えるテレビ（日本テレビ、2014年5月6日）
- 映画『プレーンズ2/ファイアー&レスキュー』公開記念～働く乗りもの大集合!～（テレビ朝日、2014年7月19日）
- 第2回リアルロボットバトル日本一決定戦（日本テレビ、2014年12月2日）
- 有田チルドレン（TBS）
- ゆうがたサテライト（テレビ東京、2017年4月3日 - 2018年3月27日、火曜「5時のクリニック」ナレーション）

ナレーション以外
- NEWS ZONE（日経CNBC、2010年3月29日 - 2014年3月28日、ニュース担当キャスター）
- エキサイトマッチ（WOWOW、主に海外からの生中継時のスタジオ進行役として不定期出演）
- ラグビー・シックス・ネイションズ、スーパーラグビー、ザ・ラグビーチャンピオンシップ、オータム・ネイションズシリーズ、フランスリーグ「TOP14」中継（WOWOW、実況）
- 陸上ワールドツアー ダイヤモンドリーグ（日テレジータス、実況）
- フィギュアスケート中継（J SPORTS、実況）
- SUPER GT中継（J SPORTS、実況）
- Lemino BOXING（Lemino、実況）
- あなたが出会った昭和の名曲（BS11、司会）※ナレーション兼任

テレビドラマ
- サイレーン 刑事×彼女×完全悪女（ナレーション）

### ラジオ
- えひめ音遺産（南海放送、2009年9月）
- 情報ミックスバラエティ パズル（文化放送、2016年9月 - 2017年3月　火曜日担当）

## テレビ東京時代
同期の入社には大江麻理子アナウンサーがいた（大江アナは赤平のことを「あかっぺー」と呼んでいた。）。スポーツ実況から報道番組のメインキャスターまで幅広く担当したが、特にナレーションの仕事が好きで、ナレーションを極めるために2009年2月28日付でテレビ東京を退社した。
報道・情報・スポーツ関連番組
| 期間         | 期間         | 番組名                          | 役職                                     | 備考                                                                                           |
| ------------ | ------------ | ------------------------------- | ---------------------------------------- | ---------------------------------------------------------------------------------------------- |
| 同局入社直後 | 同局入社直後 | TXNニュース                     | シフト勤務キャスター                     |                                                                                                |
| 同局入社直後 | 同局入社直後 | ニュースブレイク                | シフト勤務キャスター                     |                                                                                                |
| 同局入社直後 | 同局入社直後 | スポーツ10ミニッツ              | キャスター                               |                                                                                                |
| 同局入社直後 | 同局入社直後 | 激生!スポーツTODAY              | キャスター                               |                                                                                                |
| 2004年4月    | 2006年9月    | 朝は楽しく!スマイルサプリメント | 月～水曜日レギュラーキャスター           | いずれも隔週出演                                                                               |
| 2004年4月    | 2008年3月    | NEWS MARKET 11                  | ニュースコーナー代行キャスター           | 時折ニュース担当アナウンサーが休暇や長期出張で出られない際、ピンチヒッターで出演した事があった |
| 2004年10月   | 2005年3月    | TXNニュースアイ                 | 木・金曜日リポーター                     |                                                                                                |
| 2005年4月    | 2006年3月    | 速ホゥ!                         | 月・火曜日サブキャスター                 |                                                                                                |
| 2006年4月    | 2007年3月    | ワールドビジネスサテライト      | 金曜日コーナー『しごとびと』ナレーション |                                                                                                |
| 2006年7月    | 2008年9月    | 速ホゥ!                         | メインキャスター                         |                                                                                                |
| 2008年10月   | 2008年12月   | E morning                       | サブキャスター                           | 同局退社を機に、番組開始から3ヵ月で降板                                                        |

バラエティ・実況担当番組・その他
- ハロー!モーニング。（進行役として不定期で出演）
- ありえへん∞世界（ナレーター）
- Hi! Hey! Say!（ナレーター）
- ウイニング競馬
- 全力闘球
- やりすぎコージー・土曜婦人（ナレーション）
- Ya-Ya-yah（ナレーター）
- SANPO（ナレーター）
- えいせい魂・シーズン1「みうらじゅんのゼッタイに出る授業」（ナレーション）
- ボクシング中継
- 新春ワイド時代劇「寧々〜おんな太閤記」（ナレーター）など